# Castillo-Palacio de Torres Secas
El castillo-palacio de Torres Secas es un palacio fortificado del siglo XVI situado en la localidad oscense de Torres Secas. Pertenece al municipio aragonés de Almudévar, España.

## Historia
Ya en el año 1093 se hace mención al lugar de Torresecas en un documento de Sancho Ramírez en el cual se obligaba a sus moradores a pagar las parias recibidas a los señores de Ayerbe y San Juan de la Peña. También bajo la actual iglesia de San Lorenzo existe la cimentación de una antigua iglesia medieval. Junto a la iglesia se construyó la torre en el siglo XVI.
En 1617 Faustino Cortés, vizconde de Torres Secas mandó construir el recinto amurallado. Lo realizó el maestro Juan Dufort.
el edificio ha sufrido numerosas alteraciones dado que ha estado permanentemente habitado hasta bien avanzado el siglo XX.

## Descripción
Es un conjunto amurallado cuadrado de unos cuarenta metros de lado donde las almenas realizan una función meramente decorativa. La puerta de acceso al recinto es un arco de medio punto situado en el lado apuesto a la entrada a la torre.
el conjunto está compuesto por la torre, la iglesia de San Lorenzo y un aljibe, todo ello realizado en sillería.
La torre se encuentra situada en la parte central del conjunto y está acondicionada para vivienda, mientras que la iglesia y el aljibe están en uno de sus laterales, cerrando el recinto hacia el exterior.